# Princípio da Smurfette

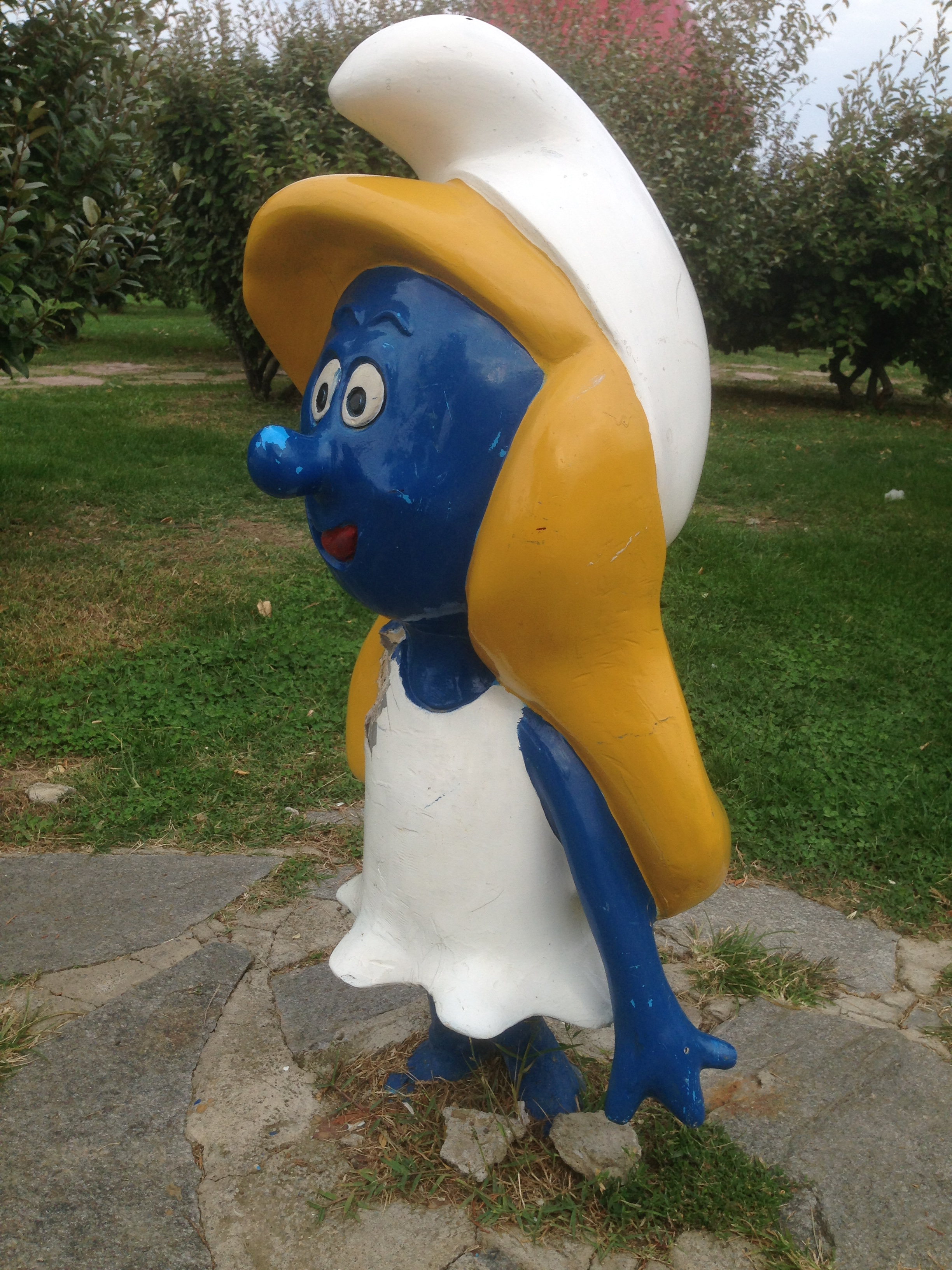
Estrumfina, personagem dos Estrumfes.

O princípio da Smurfette é a prática e clichê de mídia, muito usada no cinema, música, teatro, games, literatura e televisão, de incluir apenas uma mulher em um conjunto inteiramente masculino. Esse principio é estabelecido de diversas formas a principal é estabelecer uma narrativa dominada de forma completa ou parcial pelos homens, onde essa mulher será a única exceção que existe em referência a todos os outros homens. Toda essa ideia é construída a partir da baixa representação feminina na mídia de um modo geral, onde o dono dessa obra em questão acredita que apenas uma mulher é o suficiente para tudo, mesmo que seja uma para um grupo de 10 homens.

## Origem do Termo
A origem do termo surgiu em 7 de Abril de 1991, citado pela escritora, ensaísta e crítica estaduniense Katha Pollitt, inspirado na personagem Smurfette do grupo de criaturinhas de cor azul chamados de Os Smurfs. Onde a personagem era a unica de um enorme grupo de homens. Pollitt observou que isso é mais comum do que ela pensava, em termos de uma prática é bem comum na mídia ao comprar os brinquedos de Natal de sua filha. O uso inicial do termo foi em relação à "cultura pré-escolar", para Pollitt, atrapalharia a compreensão do gênero pela criança. Ela escreveu: "O sexismo na cultura pré-escolar deforma meninos e meninas." As meninas aprendem a dividir suas consciências, filtrando seus sonhos e ambições por meio de personagens masculinos, enquanto admiram as roupas das princesas. Construído assim a ideia de que mulheres sempre serão delicadas e sofredoras, sempre a espera de um homem que apareça para resolver suas necessidades e problemas, onde sempre serão a mocinha em perigo. A personagem feminina representa essencialmente "feminilidade" nesses casos. Ela pode ou não desempenhar um papel importante na história, mas normalmente é "tudo feminino". Alguns exemplos que Pollitt cita incluem a figura materna, uma “rainha do glamour” ou uma espécie de parceira feminina. Como consequência, os trabalhos que empregam esse tropo frequentemente falham no teste de Bechdel, um indicador de preconceito de gênero na ficção.
No ano de 2011, Pollitt discutiu sobre o assunto novamente no The Atlantic. Ela disse que o problema ainda é muito prevalente na mídia atual. Usando como exemplo o longa-metragem Super 8, que tinha apenas uma personagem principal feminina interpretada pela atriz Elle Fanning. Também nessa época, ela estendeu o princípio para incluir redes de televisão. A única grande âncora feminina na programação da MSNBC em 2011, de acordo com Pollitt, era Rachel Maddow. Ela comentou: "É bastante notável que haja apenas uma mulher e nunca seja igual." Este termo não desapareceu de forma alguma, fazendo muitas aparições na literatura e no discurso popular. Os jornalistas reclamam que os grandes sucessos de bilheteria costumam incluir apenas uma mulher, e essa tendência não vai desaparecer tão cedo. Isso é visível em pôsteres de filmes, como Ocean's Eleven, The Matrix e Star Wars, entre muitos outros. Steve Rose analisa a situação de Eleven no programa de TV Stranger Things, onde ela é essencialmente substituída (durante suas próprias aventuras) por Max, outra jovem, que também é provocada e "cobiçada", outra reação comum a uma personagem feminina solitária. A "Smurfette", ou única integrante do elenco feminino, tem sido vista como tipicamente tendo um papel estereotipado de uma parceira romântica, um "durão taciturno" ou existe para diminuir a tensão de um elenco totalmente masculino. Como resultado do descontentamento com a falta de mulheres, um novo padrão emergiu, de “inversão de gênero”, resultando em versões de franquias de mídia existentes com elencos principais de atrizes exclusivamente femininas, como Ocean's 8 e Ghostbusters. O Instituto Geena Davis de Gênero na Mídia constatou que apenas “10% de todos os filmes têm um elenco equilibrado de gênero”, reforçando assim a existência da falta de representação feminina justa, ou seja, o Princípio da Smurfette. Em artigo e vídeo para a Bitch Magazine, Anita Sarkeesian afirma que a tendência da mídia das décadas de 1980 e 1990 - que costuma seguir esse princípio - ser refeita continuamente resulta na recorrência dessa edição, criando um ciclo contínuo. Ela também pediu que a indústria cinematográfica incluísse mais personagens femininos, ou até mesmo um elenco dominado por mulheres, e passasse no teste de Bechdel, afirmando que, depois que isso for mantido em mente e realmente realizado, uma diversidade significativa será possível.

## Exemplos da Prática
Nomeado após Smurfette, sendo a única mulher entre os Smurfs, um grupo de criaturas masculinas, o princípio foi observado nas seguintes obras:
| Personagem do Príncipio                                       | Obras                                          | Status | Mídias                                    | Fontes                                                          |
| ------------------------------------------------------------- | ---------------------------------------------- | --- | ----------------------------------------- | --------------------------------------------------------------- |
| Alanta                                                        | A Terra Encantada de Gaya                      | Única mulher do elenco principal | Cinema                                    | [ 7 ] [ 8 ]                                                     |
| Akira Momoi/DenjiPink/DenziPink (Akira Koizumi)               | Denshi Sentai Denjiman/Denshi Sentai Denziman  | Única mulher da equipe | Televisão                                 |                                                                 |
| Alice Dainard (Elle Fanning)                                  | Super 8                                        | Única menina do elenco principal | Cinema                                    | [ 9 ] [ 10 ]                                                    |
| April                                                         | Teenage Mutant Ninja Turtles                   | Única mulher da equipe principal | Quadrinhos                                | [ 11 ] [ 12 ] [ 13 ] [ 14 ]                                     |
| April                                                         | Rise of the Teenage Mutant Ninja Turtles       | Teve algumas caracteristicas fisicas mudadas, mais continuou sendo a unica mulher da equipe                                         | Televisão e Streaming                     | [ 11 ] [ 12 ] [ 13 ] [ 14 ]                                     |
| Asuma/Ryusoul Pink (Ichika Osaki)                             | Kishiryu Sentai Ryusoulger                     | Única Heroina da Equipe | Televisão                                 | [ 15 ] [ 16 ]                                                   |
| Blaze Fielding                                                | Streets of Rage                                | Única Mulher na tela de Seleção do Jogo                                                                                             | Jogos Eletrônicos                         | [ 17 ] [ 18 ] [ 19 ] [ 20 ]                                     |
| Blaze Fielding                                                | Streets of Rage 2                              | Única Mulher na tela de Seleção do Jogo                                                                                             | Jogos Eletrônicos                         | [ 17 ] [ 18 ] [ 19 ] [ 20 ]                                     |
| Blaze Fielding                                                | Streets of Rage 3                              | Única Mulher na tela de Seleção do Jogo                                                                                             | Jogos Eletrônicos                         | [ 17 ] [ 18 ] [ 19 ] [ 20 ]                                     |
| Bulma                                                         | Dragon Ball                                    | Unica Personagem Feminina do Nucleo Principal até chegada de Lunch                                                                  | Quadrinhos e Animação                     | [ 21 ]                                                          |
| Carol                                                         | Savage Reigh                                   | Única personagem feminina jogavél na tela de seleção.                                                                               | Jogos Eletrônicos                         | [ 22 ]                                                          |
| Chichi                                                        | Dragon Ball Z: Super Gokuden: Kakusei-Hen      | Unica Chefe Feminina do Jogo | Jogos Eletrônicos                         | [ 23 ] [ 24 ]                                                   |
| Chun-Li                                                       | Street Fighter 2                               | Única personagem feminina jogavél na tela de seleção, até a entrada de Cammy em uma das versões do jogo.                            | Jogos Eletrônicos                         | [ 25 ] [ 26 ] [ 27 ] [ 28 ] [ 29 ]                              |
| Daisy                                                         | Doomsday Warrior                               | Unica personagem feminina na tela de seleção                                                                                        | Jogos Eletronicos                         | [ 30 ] [ 31 ]                                                   |
| Dawn Abigail Harper (Lizzy Greene)                            | Nicky, Ricky, Dicky & Dawn                     | Única menina do elenco principal | Televisão                                 | [ 32 ] [ 33 ] [ 34 ]                                            |
| Delphine/Ranger Alienigena Branca (Rajia Baroudi)             | Mighty Morphin Alien Rangers                   | Única Mulher Ranger | Televisão                                 | [ 35 ]                                                          |
| Diana Prince/Mulher-Maravilha                                 | Liga da Justiça                                | Única mulher da equipe inicial | Quadrinhos                                | [ 36 ]                                                          |
| Diana Prince/Mulher-Maravilha (Gal Gadot)                     | Liga da Justiça                                | Única mulher da equipe principal | Cinema                                    | [ 37 ] [ 38 ] [ 39 ]                                            |
| Diana Prince/Mulher-Maravilha (Gal Gadot)                     | Zack Snyder's Justice League                   | Ainda a única mulher da equipe principal, mesmo tendo a heroina Mera de forma recorrente                                            | Streaming                                 | [ 37 ] [ 38 ] [ 39 ]                                            |
| Diane Martin/Miss America (Diane Martin)                      | Battle Fever J                                 | Única Heroina da Equipe | Televisão                                 | [ 40 ] [ 41 ]                                                   |
| Elaine Benes (Julia Louis-Dreyfus)                            | Seinfeld                                       | Única Mulher do Elenco Principal | Televisão                                 | [ 42 ]                                                          |
| Faniquita                                                     | Smilinguido e Sua Turma                        | Única Formiga Fêmea do grupo até a entrada de Frau e Forfete                                                                        | Quadrinhos, Televisão e Jogos Eletrônicos | [ 43 ] [ 44 ] [ 45 ] [ 46 ]                                     |
| Gamora (Zoë Saldaña)                                          | Guardiões da Galáxia                           | Única mulher da equipe, chegou a ser cogitada a entrada da heróina Mantis, mais ela ficou para sequência.                           | Cinema                                    | [ 47 ] [ 48 ] [ 49 ]                                            |
| Gabi Melim                                                    | Melim                                          | Única mulher do grupo musical | Música                                    | [ 50 ] [ 51 ] [ 52 ]                                            |
| Haruna Morikawa/Pink Turbo (Yoshiko Kinohara)                 | Kousoku Sentai Turboranger                     | Única mulher da equipe | Televisão                                 | [ 53 ]                                                          |
| Janet Van Dyne/Vespa                                          | Vingadores                                     | Única Mulher na primeira formação                                                                                                   | Quadrinhos                                | [ 54 ] [ 55 ] [ 56 ]                                            |
| Janne D'Arc/Jeanne d'Arc                                      | World Heroes                                   | Única Mulher na tela de seleção | Jogos Eletronicos                         | [ 57 ]                                                          |
| Jyn Erso (Felicity Jones)                                     | Rogue One: A Star Wars Story                   | Única mulher do elenco principal | Cinema                                    | [ 58 ] [ 59 ] [ 60 ] [ 61 ]                                     |
| Kanga                                                         | Ursinho Pooh                                   | Única personagem feminina no inicio                                                                                                 | Literatura e Televisão                    | [ 62 ] [ 63 ] [ 64 ]                                            |
| Karen Mizuki/Heart Queen (Mitchi Love)                        | J.A.K.Q. Dengekitai                            | Única Heroina da Equipe | Televisão                                 | [ 65 ] [ 66 ]                                                   |
| King                                                          | Art of Fighting                                | Única Mulher na Tela de Seleção, disponivel apenas no modo versus                                                                   | Jogos Eletrônicos                         | [ 67 ] [ 68 ] [ 69 ]                                            |
| Kira Ford/Ranger Dino Trovão Amarela (Emma Lahana)            | Power Rangers: Dino Thunder                    | Única Mulher Ranger | Televisão                                 | [ 70 ] [ 71 ] [ 72 ] [ 73 ]                                     |
| Kula Diamond                                                  | The King Of Fighter Wing 1.3                   | Única Mulher na Tela de Seleção até entrada de Mai Shiranui e Chun-Li                                                               | Jogos Eletrônicos                         | [ 74 ] [ 68 ] [ 75 ]                                            |
| Leia Organa (Carrie Fisher)                                   | Star Wars: Episódio IV – Uma Nova Esperança    | Única Mulher do Elenco Principal | Cinema                                    | [ 76 ] [ 77 ] [ 78 ] [ 79 ] [ 80 ]                              |
| Leia Organa (Carrie Fisher)                                   | Star Wars: Episódio V – O Império Contra-Ataca | Única Mulher do Elenco Principal | Cinema                                    | [ 76 ] [ 77 ] [ 78 ] [ 79 ] [ 80 ]                              |
| Leia Organa (Carrie Fisher)                                   | Star Wars: Episode VI – Return of the Jedi     | Única Mulher do Elenco Principal | Cinema                                    | [ 76 ] [ 77 ] [ 78 ] [ 79 ] [ 80 ]                              |
| Lily Chilman/Ranger Leopardo Amarela (Anna Hutchison)         | Power Rangers: Jungle Fury                     | Única Mulher Ranger | Televisão                                 | [ 81 ] [ 82 ] [ 83 ]                                            |
| Lin/Rin de Heavenly Wind Star/HououRanger (Natsuki Takahashi) | Gosei Sentai Dairanger                         | Unica mulher do time de sentais | Televisão                                 | [ 84 ]                                                          |
| Mai Shiranui                                                  | Fatal Fury 2                                   | Única Mulher na tela de Seleção do Jogo                                                                                             | Jogos Eletrônicos                         | [ 85 ]                                                          |
| Mai Shiranui                                                  | Fatal Fury Special                             | Única Mulher na tela de Seleção do Jogo                                                                                             | Jogos Eletrônicos                         | [ 85 ]                                                          |
| Magine/Zenkai Magine (Sachika Nitta)                          | Kikai Sentai Zenkaiger                         | Única mulher da equipe | Televisão                                 | [ 86 ]                                                          |
| Maria Nagisa/Miss America (Naomi Hagi)                        | Battle Fever J                                 | Única Heroina da Equipe, substituindo a anterior Diane Martin                                                                       | Televisão                                 | [ 87 ]                                                          |
| Marisa Monte                                                  | Tribalistas                                    | Única Mulher do Grupo | Música                                    | [ 88 ] [ 89 ]                                                   |
| Matrix                                                        | Time Killers                                   | Unica Mulher da Tela de Seleção | Jogos Eletronicos                         | [ 90 ] [ 91 ] [ 92 ]                                            |
| Matsuri Tatsumi/Go Pink (Kayoko Shibata/Monika Sakaguchi)     | Kyukyu Sentai GoGoFive                         | Unica Mulher do time de sentais | Televisão                                 | [ 93 ]                                                          |
| Megumi Misaki/Blue Dolphin (Megumi Mori)                      | Choujuu Sentai Liveman                         | Única Mulher da Equipe | Televisão                                 | [ 94 ] [ 95 ]                                                   |
| Mei, Princesa de Lithia Tribe/ PteraRanger (Reiko Chiba)      | Kyoryu Sentai Zyuranger                        | Unica Mulher da Equipe | Televisão                                 | [ 96 ] [ 97 ] [ 98 ]                                            |
| Miss Piggy                                                    | The Muppets Show                               | Única Personagem Feminina do Elenco Principal                                                                                       | Televisão                                 | [ 99 ] [ 100 ] [ 101 ]                                          |
| Miss Piggy                                                    | Muppet Babies (1984)                           | Única Personagem Feminina do Elenco Principal                                                                                       | Televisão                                 | [ 99 ] [ 100 ] [ 101 ]                                          |
| Miki Momozono/GogglePink (Megumi Ōkawa/Megumi Ogama)          | Dai Sentai Goggle V                            | Única mulher da Equipe | Televisão                                 | [ 102 ] [ 103 ]                                                 |
| Natasha Romanoff / Viúva Negra (Scarlett Johansson)           | Os Vingadores                                  | Única Mulher da Equipe, sendo que no roteiro inicial era previsto a entrada da héroina Vespa, que no fim acabou por ser descartada. | Cinema                                    | [ 104 ] [ 105 ]                                                 |
| Onze/Eleven/Jane Hopper (Millie Bobby Brown)                  | Stranger Things                                | Única menina do grupo de crianças até a Segunda Temporada                                                                           | Streaming                                 | [ 106 ] [ 107 ] [ 108 ]                                         |
| Padmé Amidala (Natalie Portman)                               | Star Wars: Episódio I – A Ameaça Fantasma      | Única Mulher do Elenco Principal | Cinema                                    | [ 109 ] [ 110 ] [ 111 ] [ 112 ] [ 113 ] [ 114 ] [ 115 ] [ 116 ] |
| Padmé Amidala (Natalie Portman)                               | Star Wars: Episódio II – Ataque dos Clones     | Única Mulher do Elenco Principal | Cinema                                    | [ 109 ] [ 110 ] [ 111 ] [ 112 ] [ 113 ] [ 114 ] [ 115 ] [ 116 ] |
| Padmé Amidala (Natalie Portman)                               | Star Wars: Episódio III – A Vingança dos Sith  | Única Mulher do Elenco Principal | Cinema                                    | [ 109 ] [ 110 ] [ 111 ] [ 112 ] [ 113 ] [ 114 ] [ 115 ] [ 116 ] |
| Pan                                                           | Dragon Ball GT: Final Bout                     | Única personagem feminina na tela de Seleção                                                                                        | Jogos Eletrônicos                         | [ 117 ] [ 118 ] [ 119 ]                                         |
| Peggy Matsuyama/Momorenger (Lisa Komaki)                      | Himitsu Sentai Goranger                        | Única heroina da equipe | Televisão                                 | [ 120 ] [ 121 ]                                                 |
| Penny Teller Hofstadter (Kaley Cuoco)                         | The Big Bang Theory                            | Única mulher do elenco principal até a 3º Temporada                                                                                 | Televisão                                 | [ 122 ] [ 123 ] [ 124 ] [ 125 ]                                 |
| Psylocke                                                      | Marvel Super Heroes                            | Única personagem feminina jógavel na tela de seleção.                                                                               | Jogos Eletrônicos                         | [ 126 ] [ 127 ]                                                 |
| Rei Tachibana / DynaPink (Sayoko Hagiwara)                    | Kagaku Sentai Dynaman                          | Unica mulher do time de sentais | Televisão                                 | [ 128 ] [ 129 ]                                                 |
| Saya/Ginga Pink (Juri Miyazawa)                               | Seijuu Sentai Gingaman                         | Unica mulher do time de sentais | Televisão                                 | [ 130 ]                                                         |
| Shaun de Andrômeda                                            | Knights of the Zodiac: Saint Seiya             | Única mulher do Time principal | Streaming e Televisão                     | [ 131 ] [ 132 ] [ 133 ]                                         |
| Smurfette                                                     | Os Smurfs                                      | Única mulher do grupo até a chegada de Sassette e Vexy nas Mídias                                                                   | Quadrinhos, Cinema e Televisão            | [ 134 ] [ 135 ] [ 136 ]                                         |
| Sonya Blade                                                   | Mortal Kombat                                  | Única personagem feminina Jogavél na Tela de Seleção                                                                                | Jogos Eletrônicos                         | [ 137 ] [ 138 ] [ 139 ]                                         |
| Tori Hanson/Ranger Azul do Vento (Sally Martin)               | Power Rangers: Ninja Storm                     | Única Mulher Ranger | Televisão                                 | [ 140 ] [ 141 ]                                                 |
| Tsuruhime/Ninja White (Satomi Hirose)                         | Ninja Sentai Kakuranger                        | Unica personagem feminina do Time de Ninjas                                                                                         | Televisão                                 | [ 142 ]                                                         |
| Tyris Flare                                                   | Golden Axe                                     | Única personagem feminina Jogavél na Tela de Seleção.                                                                               | Jogos Eletrônicos                         | [ 143 ] [ 144 ] [ 145 ]                                         |
| Vênus de Milo                                                 | Tartarugas Ninja: A Próxima Mutação            | Única Tartaruga Ninja Fêmea | Televisão                                 | [ 146 ] [ 147 ] [ 148 ]                                         |
| Zangya                                                        | Dragon Ball Z: Super Butōden 2                 | Unica Mulher da Tela de Seleção | Jogos Eletronicos                         | [ 149 ] [ 150 ]                                                 |
| Zoey Reeves/Beast Morphers Amarela (Jacqueline Scislowski)    | Power Rangers Beast Morphers                   | Única Ranger Mulher | Televisão                                 | [ 151 ] [ 152 ] [ 153 ]                                         |